# 2011 au Brésil
Chronologie du Brésil
- 2007
- 2008
- 2009
- 2010
- 2011
- 2012
- 2013
- 2014
- 2015

Cette page concerne des événements d'actualité qui se sont produits durant l'année 2011 au Brésil.

## Événements
- 1er janvier : Dilma Rousseff, élue le 31 octobre 2010, est officiellement investie 36e président du Brésil, devenant la première femme à occuper la fonction.
- 12 janvier : pluies diluviennes dans l'État de Rio de Janeiro, causant la mort de 809 personnes et considérées comme la plus importante catastrophe naturelle de l'histoire du Brésil.
- 7 avril : la fusillade de Realengo fait 12 morts.
- 5 mai : le Tribunal suprême fédéral valide, à l'unanimité, l'union civile pour les couples homosexuels, leur assurant les mêmes droits que les hétérosexuels.
- 14 juillet : le sous-marin allemand U-513, coulé lors de la Seconde Guerre mondiale, est retrouvé lors d'une mission de la famille Schürmann au large des côtes de Santa Catarina

## Décès
- 29 mars : José Alencar, 24e vice-président du Brésil (né le 17 octobre 1931).
- 2 juillet : Itamar Franco, 33e président du Brésil (né le 28 juin 1930).
- 4 décembre : Sócrates, footballeur international (né le 19 février 1954).